# 山彦河良
山彦 河良（やまびこ かりょう）は、河東節の三味線方の名跡。

## 初代
（生年不詳 - 安永8年9月10日（1779年10月19日））
初代山彦源四郎の門弟で前名を初代山彦良波。1761年の4代目十寸見河東の立三味線で「助六所縁江戸桜」を作曲。

## 2代目
（生年不詳 - 天明8年5月20日（1788年6月23日））
初代の門弟の2代目良波が、師・河良の没後2代目河良を襲名。2代目山彦源四郎のワキで活躍。

## 3代目
（生年不詳 - 文化11年10月29日（1814年12月10日））
2代目の門弟の3代目良波が、師・河良の没後3代目河良を襲名。3代目山彦源四郎のワキで活躍。

## 4代目
（生年不詳 - 天保4年11月23日（1834年1月2日））
3代目の門弟の山彦青巴（または青波）が4代目良波を経て1816年頃に4代目河良を襲名。後に初代山彦紫存、晩年は山彦検校壽喜一を襲名。

## 5代目
（生没年不詳）
4代目の門弟の山彦良鶴が4代目良波を経て、師・河良の没後5代目河良を襲名。9代目河東等の立三味線で活躍。
1859年9月8日に失踪し、その後行方不明。

## 6代目
（大正4年（1915年）1月6日 - 昭和55年（1980年）11月29日）本名は飯箸ふみ。
山彦ふさ子（後の3代目宮薗千之）の門弟で山彦ふみ子が1958年に6代目河良を襲名。常磐津節や宮薗節、荻江節などの素養もあった。
作曲に「山姥」。